# Translocação de espécies

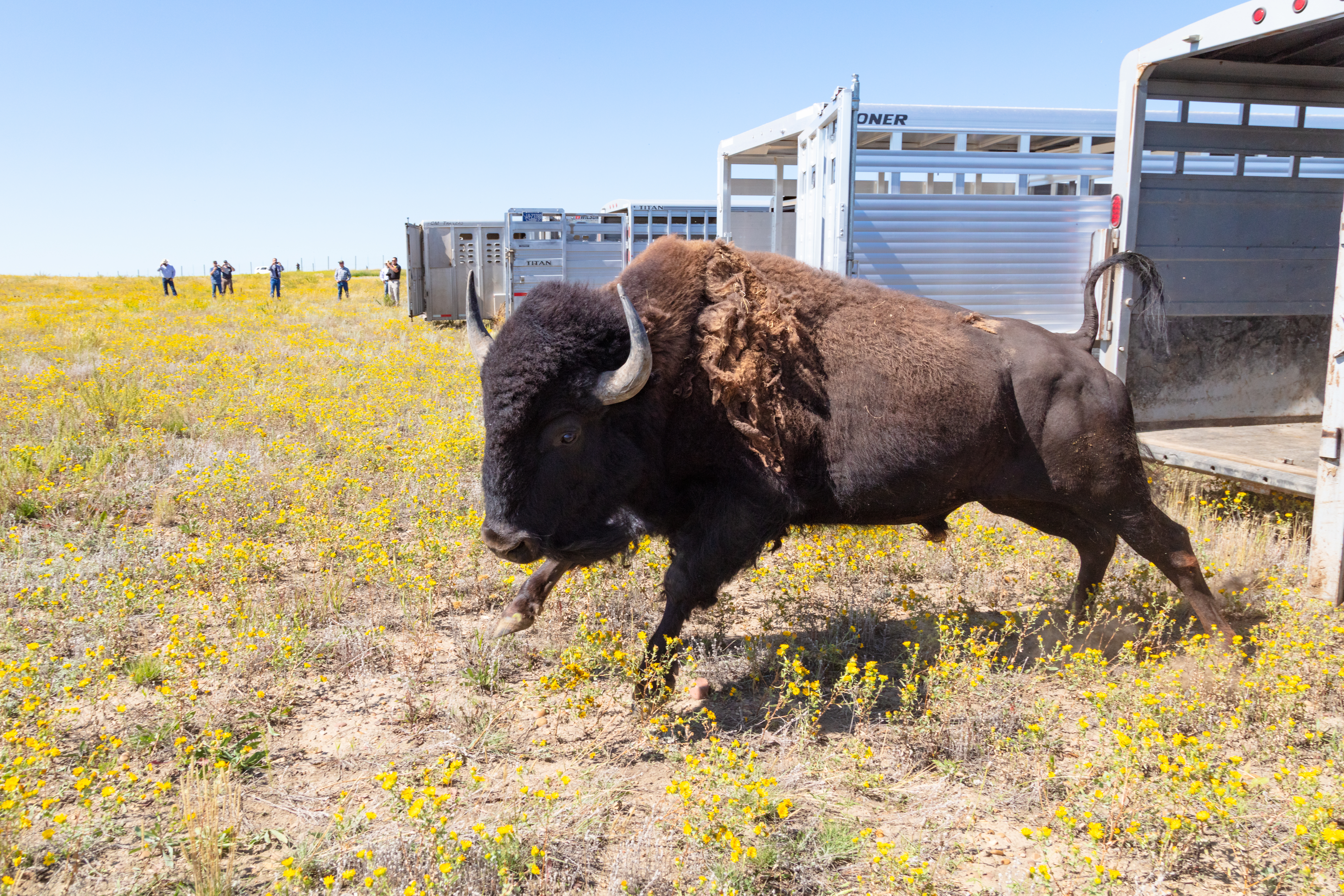
Um bisão do Parque Yellowstone sendo liberado na Reserva Indígena Fort Peck

Translocação é a ação humana de mover um organismo de uma área e liberá-lo em outra. No contexto da conservação da vida selvagem, seu objetivo é melhorar o estado de conservação do organismo translocado ou restaurar a função e os processos do ecossistema no qual o organismo está sendo introduzido.
Os dois principais objetivos da translocação são a restauração populacional e a introdução para conservação. A restauração populacional inclui reforçar populações existentes e a reintrodução de populações em áreas onde elas desapareceram. A introdução para conservação envolve a colonização assistida de organismos em áreas completamente novas e a substituição ecológica de organismos em novas áreas para preencher um papel vago no ecossistema.
A União Internacional para a Conservação da Natureza (IUCN) cataloga projetos de translocação e cria diretrizes extensas para seu planejamento e execução em todo o mundo.

## Visão geral
A translocação pode ser uma estratégia de manejo eficaz e um tema importante na biologia da conservação, mas, apesar de sua popularidade, as translocações são empreendimentos de alto custo com um histórico de falhas. Ela pode reduzir o risco de extinção ao aumentar a distribuição de uma espécie, incrementar os números em uma população crítica ou estabelecer novas populações. A translocação também pode melhorar o nível de biodiversidade no ecossistema.
A translocação pode ser cara e frequentemente está sujeita ao escrutínio público, particularmente quando a espécie envolvida é carismática ou percebida como perigosa (por exemplo, a reintrodução de lobos). A translocação como ferramenta é usada para reduzir o risco de uma catástrofe para uma espécie com uma única população, melhorar a heterogeneidade genética de populações separadas de uma espécie, auxiliar na recuperação natural de uma espécie ou restabelecer uma espécie onde barreiras possam impedi-la de fazê-lo naturalmente. Também é usada para mover características ecológicas para fora do caminho do desenvolvimento.
Várias espécies de plantas criticamente ameaçadas no sudoeste da Austrália Ocidental foram consideradas para translocação ou testadas. A Grevillea scapigera é um desses casos, ameaçada por coelhos, doenças fúngicas e habitat degradado. O marsupial mais raro do mundo, o Potorous gilbertii, foi translocado com sucesso para ilhas remotas na Austrália Ocidental como "populações de seguro".
A translocação é uma ferramenta de conservação tradicional, embora raramente usada. No entanto, neste século de rápidas mudanças climáticas, ela foi recentemente reformulada como migração assistida de espécies estritamente endêmicas, criticamente ameaçadas, que já estão enfrentando (ou em breve enfrentarão) mudanças climáticas além de seus níveis de tolerância. Dois exemplos de espécies relíquias criticamente ameaçadas para as quais projetos de migração assistida já estão em andamento são a tartaruga Pseudemydura umbrina da Austrália e uma árvore conífera subcanópica nos Estados Unidos chamada Torreya taxifolia.

## Tipos

### Restauração populacional

#### Reforço
O reforço é a introdução e integração deliberada de um organismo em uma área onde sua espécie já está estabelecida. Esse modo de translocação é implementado em populações cujos números caíram abaixo de níveis críticos, tornaram-se perigosamente endogâmicas ou que precisam de imigração artificial para manter a diversidade genética. Antes de realizar o reforço de uma população, a causa raiz do declínio populacional deve ser abordada, para que o esforço não seja desperdiçado. Outras considerações notáveis incluem avaliar a capacidade do ambiente de sustentar a população desejada e garantir que os indivíduos translocados tenham uma composição genética diversa e sejam de uma área climática ou ecológica semelhante. Os benefícios do reforço incluem um aumento na diversidade genética, nos tamanhos populacionais e a redução do efeito Allee. Infelizmente, o reforço também apresenta uma série de efeitos prejudiciais, que foram descobertos por pesquisas recentes. Algumas preocupações envolvem especificamente mudanças comportamentais e morfológicas na população. As mudanças comportamentais incluem respostas reduzidas contra predadores, alta agressividade na competição por recursos, reduzido sucesso reprodutivo e dificuldade em encontrar habitats adequados durante a dispersão. As mudanças morfológicas incluem saúde dental alterada, dificuldades de digestão devido a dietas não cativas e imunidade reduzida contra predadores. Junto com essas mudanças, a propagação de doenças representa problemas adicionais. À medida que indivíduos cativos começam a se reproduzir com indivíduos selvagens, genes incapazes de resistir a doenças selvagens podem se espalhar pela população, levando a alta mortalidade quando as doenças surgem.

#### Reintrodução
A reintrodução é o processo intencional de restabelecer um organismo em um ecossistema anteriormente ocupado por essa espécie. Indivíduos reintroduzidos podem ser capturados na natureza e translocados para a nova área ou podem vir de programas de reprodução em cativeiro em zoológicos, santuários de vida selvagem e organizações semelhantes. O objetivo da reintrodução é criar uma população viável, de vida livre e reprodutivamente sustentável que ajudará a restaurar seu ambiente. Múltiplos desafios surgiram com as reintroduções, principalmente em relação à genética e características da história de vida. Pesquisas que avaliam essas preocupações com a reintrodução tendem a se concentrar principalmente na genética. A preocupação envolvendo genética gira em torno de indivíduos reintroduzidos não terem características localmente selecionadas, que a população extinta provavelmente tinha. Em relação às características da história de vida, a maioria das espécies reintroduzidas está ameaçada, e o conhecimento sobre as características da história de vida de espécies ameaçadas tende a ser limitado. Saber quando a espécie atinge a maturidade sexual, quantos filhotes ela terá, sua expectativa de vida média e mais, são vitais para o sucesso desses programas. Frequentemente, a eficácia das reintroduções também é questionada devido à falta dessas considerações e ao monitoramento negligenciado após a liberação.

### Introdução para conservação

#### Colonização assistida
A colonização assistida é o processo de liberar deliberadamente organismos ameaçados além de seu habitat nativo para evitar a extinção de sua espécie. Esse processo de criação de "populações de seguro" é usado principalmente quando a espécie enfrenta ameaças atuais ou futuras e a prevenção ou proteção contra elas não é considerada viável. Um dos principais objetivos dessas populações é preservar aspectos das populações que seriam perdidos se capturados para reprodução em cativeiro. Um dos principais aspectos perdidos nessas populações é a diversidade genética, pois as pressões seletivas não estão mais presentes. Essa forma de translocação pode mover organismos para áreas próximas ao seu alcance nativo ou movê-los a grandes distâncias para áreas separadas por não-habitats. Há muitos exemplos de colonização assistida que se mostraram bem-sucedidos, mas há vozes que desafiam a eficácia desse processo, destacando possíveis consequências não intencionais. A introdução dessas espécies pode alterar processos ecossistêmicos, interações ecológicas entre organismos, diminuir a biodiversidade, causar hibridização e, em alguns casos, até levar outras espécies à extinção.

#### Substituição ecológica
A substituição ecológica é o processo de liberar deliberadamente organismos além de seu habitat nativo para cumprir uma função ecológica que foi desocupada em um ambiente. Se uma espécie integrante de um ecossistema foi perdida devido à extinção, uma espécie relacionada será colocada para cumprir o mesmo papel e restabelecer a função no ecossistema. Essas espécies geralmente variam de uma subespécie relacionada a outra espécie dentro do mesmo gênero. Um exemplo disso são os serviços ecológicos que os herbívoros fornecem. Além de consumir plantas, os herbívoros também espalham sementes e proporcionam distúrbios para que novas plantas cresçam, como visto com as tartaruga-das-galápagos na Ilha Pinta. Se um herbívoro primário é perdido, o ecossistema sofreria muito, pois as plantas consumidas assumiriam o controle devido à falta de regulação. O processo de substituição ecológica é usado como uma forma de conservação para manter ecossistemas saudáveis, mas a substituição ecológica não intencional também pode ocorrer por meio de espécies invasoras. Se um organismo invasor é introduzido em uma área que contém uma espécie estreitamente relacionada, o organismo invasor pode assumir ecologicamente o papel da espécie nativa.

### Não orientado para conservação

#### Remoção de incômodos
As remoções de incômodos envolvem a translocação de indivíduos considerados incômodos após entrarem em conflito com humanos em uma área específica. À medida que a população humana continua a crescer e o desenvolvimento se expande para áreas anteriormente selvagens, os conflitos entre humanos e animais continuarão a aumentar. Esses conflitos variam de herbívoros consumindo plantas em paisagens urbanas e agricultura a carnívoros caçando animais de estimação, gado ou atacando humanos. Métodos anteriores de controle desses conflitos eram por meio do controle letal dos animais incômodos, mas as práticas mudaram para translocações. Muitos problemas surgiram com tais translocações, pois há uma falta de segurança científica, já que essas translocações não ocorrem por objetivos de conservação, mas por necessidades humanas.

#### Introduções
Artigo principal: Espécie introduzida
As introduções envolvem a translocação intencional ou acidental de espécies além de seu alcance nativo. Após uma introdução, o animal é considerado uma espécie não nativa nessa área. Se essa nova espécie não prejudicar seu novo ambiente, permanecerá como uma espécie não nativa, mas uma vez que a espécie introduzida começa a causar danos às funções naturais do ecossistema, ela é classificada como uma espécie invasora. Quando as espécies são introduzidas propositalmente em uma área, pode haver várias motivações por trás disso. Um propósito comum é o controle de pragas em áreas humanas e como uma forma de proteger culturas. Outra introdução comum de espécies é através do comércio de animais de estimação. Como répteis, mamíferos, aves e anfíbios são mantidos como animais de estimação, muitas espécies foram introduzidas após escaparem ou serem liberadas por seus donos. Outras razões incluem ganho econômico por ter um recurso natural cultivado em uma nova área ou para exibições decorativas. Introduções não intencionais também podem ocorrer por vários meios, mas muitas resultam de rotas de transporte marítimo global. Espécies aquáticas são um exemplo comum, pois são frequentemente transportadas com a água de lastro dos navios e de comunidades de incrustação em cascos de barcos recreativos.

## Tendências

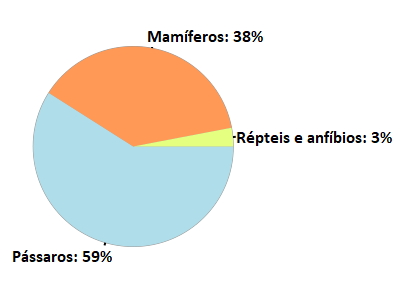
Porcentagem de animais translocados por classe (Fonte: Griffith et al. 1993).

Entre 1973 e 1989, estima-se que ocorreram 515 translocações por ano nos Estados Unidos, Canadá, Nova Zelândia e Austrália. A maioria foi conduzida nos Estados Unidos. As aves foram as mais frequentemente translocadas, seguidas por espécies ameaçadas e em perigo, e depois por espécies não cinegéticas.

## Sucesso e fracasso
A translocação de espécies pode variar muito entre diferentes táxons. Por exemplo, as translocações de aves e mamíferos têm uma alta taxa de sucesso, enquanto as translocações de anfíbios e répteis têm uma baixa taxa de sucesso. Translocações bem-sucedidas são caracterizadas por mover um grande número de indivíduos, usando uma população selvagem como fonte dos indivíduos translocados e removendo os problemas que causaram seu declínio na área para onde estão sendo translocados. A translocação de 254 ursos-negros americanos para as Montanhas Ozark, em Arkansas, resultou em mais de 2.500 indivíduos 11 anos depois e foi considerada uma das translocações mais bem-sucedidas na ordem Carnivora. Outro exemplo de translocação bem-sucedida é a translocação do lobo-cinza no Parque Nacional de Yellowstone.
Frequentemente, ao conduzir programas de translocação, as diferenças nos tipos específicos de habitat entre os locais de origem e de liberação não são avaliadas, desde que o local de liberação contenha habitat adequado para a espécie. As translocações podem ser especialmente prejudiciais para espécies ameaçadas, citando a tentativa fracassada de Bufo hemiophys baxteri em Wyoming e B. boreas nas Montanhas Rochosas do Sul.
Para espécies que declinaram em grandes áreas e por longos períodos, as translocações têm pouco uso. Manter uma população grande e amplamente dispersa de anfíbios e outras espécies é o aspecto mais importante para manter a diversidade regional, e a translocação só deve ser tentada quando um habitat adequado e desocupado existir. Entre as plantas, a translocação de Narcissus cavanillesii durante a construção da maior barragem europeia (barragem de Alqueva) é considerada um dos exemplos mais conhecidos de uma translocação bem-sucedida em plantas.

## Exemplos

### América do Norte
- As populações de bisões americanos (Bison bison) originalmente contavam com cerca de 60 milhões de indivíduos até que os humanos reduziram seus números para 835 indivíduos em 1889. Esse declínio levou a esforços de conservação aumentados, incluindo a translocação de indivíduos criados em cativeiro. Esses bisões foram translocados para Oklahoma, Dakota do Sul, Nebraska e Montana, o que levou a populações saudáveis e em crescimento hoje.[38]
- As águias-carecas (Haliaeetus leucocephalus) fizeram parte de vários programas de translocação. Um programa envolveu a captura de um total de 218 filhotes entre 1981 e 1987 no sudeste do Alasca e sua liberação em Nova York, Indiana, Tennessee, Missouri e Carolina do Norte.[39]
- As populações de carneiros-selvagens (Ovis canadensis) caíram mais de 95% devido à caça não regulamentada, perda de habitat, alteração de habitat, doenças e mais. Uma área de sucesso específico é no Arizona, com reintroduções começando em 1979, aumentando sua população de 1.400 para 3.200 em 1994.[40]
- Ursos-negros (Ursus americanus) foram translocados para as Terras Altas do Interior, em Arkansas, onde anteriormente eram encontrados. Ao longo de 11 anos, 254 indivíduos foram retirados de Minnesota e liberados.[41]
- A última população selvagem conhecida de doninha-de-patas-pretas (Mustela nigripes) em Wyoming tornou-se quase extinta em meados dos anos 1980. 18 indivíduos foram removidos e criados em cativeiro desde 1991 para reintrodução. Após esforços rigorosos ao longo dos anos, novas populações foram restabelecidas na Dakota do Sul.[42]
- As populações de condores-da-califórnia (Gymnogyps californianus) declinaram para cerca de 22 indivíduos em 1982. Graças aos esforços de conservação, todos os condores restantes foram capturados e levados para cativeiro para reprodução. Após esse esforço, em 1992, indivíduos começaram a ser reintroduzidos nas áreas que sua espécie costumava habitar, levando a um aumento nos números populacionais.[43]
- Cervo canadense (Cervus canadensis canadensis) eram nativos do leste dos Estados Unidos, em Kentucky, Tennessee e oeste da Carolina do Norte. Sua extirpação dessas áreas ocorreu em 1885 após a caça excessiva e a perda de habitat. O interesse em trazer de volta essa população extinta fez com que, no início dos anos 2000, translocações bem-sucedidas ocorressem a partir do Parque Nacional Elk Island para estabelecer uma população no Tennessee e na Carolina do Norte.[44]
- Lobos-cinzentos (Canis lupus) tinham uma população estabelecida no Parque Nacional Isle Royale, no Lago Superior, que caiu para dois indivíduos em 2017. Isso levou a um crescimento descontrolado da população de alces (Alces alces) e a um chamado para a translocação para reiniciar a população de lobos de Isle Royale. Os indivíduos foram retirados da região dos Grandes Lagos, em lugares como Minnesota, Ontário e Michigan.[45]
- Raposas-das-ilhas (Urocyon littoralis) é uma espécie de raposa que vive apenas nas Ilhas do Canal, na costa do sul da Califórnia, com uma subespécie ocupando cada ilha. Até os anos 1990, as populações estavam estáveis em todas as ilhas até que ocorreu uma queda surpresa nas taxas de sobrevivência, causada por predadores invasores e cinomose canina. Programas de reprodução em cativeiro foram iniciados para ajudar a aumentar seus números, enquanto esforços começaram para proteger os indivíduos restantes das ameaças. Em 2001, filhotes de programas de reprodução em cativeiro começaram a ser translocados de volta para a natureza.[46]
- A tartaruga-de-kemp (Lepidochelys kempii) foi listada como ameaçada em 1970 e os esforços de conservação contínuos têm aumentado seus números desde então. Os métodos incluem a translocação de ninhos para criadouros em cativeiro e a movimentação de ninhos para áreas protegidas em praias. Outros indivíduos resgatados por várias razões são reabilitados e translocados para novas áreas.[47] Mesmos esforços também foram usados para a conservação da tartaruga-comum (Caretta caretta).[48]
- As populações de castores-americanos (Castor canadensis) declinaram devido à destruição de habitat e à caça intensiva por peles no século XIX. A translocação dessa espécie foi usada como um método para restaurar suas populações e os ambientes de riachos que eles constroem.[49]
- As populações de lontras-norte-americanas (Lontra canadensis) declinaram nos Estados Unidos e no Canadá devido à destruição de habitat, exploração excessiva e poluição. Em 1989, o Projeto de Restauração da Lontrada Carolina do Norte translocou 333 indivíduos de populações estáveis para 11 áreas na porção ocidental do estado.[50]
- Lobos-vermelhos (Canis rufus), como muitas outras espécies de lobos, sofreram ao longo dos anos com a caça intensa por humanos. Em 1973, os Estados Unidos listaram a espécie na Lei de Espécies Ameaçadas, permitindo que a recuperação da espécie começasse. Por meio de programas de reprodução em cativeiro com associações zoológicas, as reintroduções começaram em setembro de 1987 na Carolina do Norte. Por meio de esforços rigorosos, reprodução e colonização bem-sucedidas foram registradas na Carolina do Norte pela primeira vez em décadas.[51]
- Raposas-velozes (Vulpes velox) historicamente cobriam uma vasta extensão de Dakotas, Montana, Nebraska, Kansas, Novo México, Texas, Alberta, Saskatchewan e mais. As populações declinaram muito devido à caça, destruição de habitats e programas de controle de roedores. As reintroduções começaram em 1983 no Canadá, e os esforços se espalharam para restaurá-las em seus estados nativos originais.[52]
- Veados-de-cauda-branca (Odocoileus virginianus) foram translocados para fins de conservação, mas também foram translocados como um método de remoção de ambientes metropolitanos. Isso foi impulsionado principalmente por uma percepção pública negativa de matar veados, mas também serve como uma maneira de aumentar seus números em áreas onde estão diminuindo.[53]
- Perus-selvagens (Meleagris gallapavo) sofreram com a perda de habitat e a caça excessiva nos séculos XIX e XX. Para restaurar as populações, perus foram translocados de populações remanescentes para áreas anteriores. Na década de 1950, havia apenas cerca de 200.000 indivíduos no sul dos Estados Unidos, mas em 1999 havia mais de 2 milhões.[54]

### América do Sul
- Micos-leões-dourados (Leontopithecus rosalia) ainda estão ameaçados de extinção, mas em 1964 estavam quase extintos, com menos de 400 indivíduos na natureza. Nativos da Mata Atlântica, Estado do Rio de Janeiro e Brasil, programas de conservação começaram em 1981 para reintroduzir e translocar indivíduos de grupos isolados para aumentar os números populacionais.[55]
- A Chelonoidis abingdonii era uma espécie de tartarugas que anteriormente ocupava a Ilha Pinta, no Equador. Após sua extinção, seu papel ecológico ficou vago. Isso levou os conservacionistas a substituí-las ecologicamente por Chelonoidis niger. Inicialmente, 39 adultos não reprodutivos foram introduzidos em maio de 2010 para ver como dois fenótipos principais se adaptariam ao novo ambiente.[21]

### Europa
- A escrevedeira-de-garganta-preta (Emberiza cirlus) é uma espécie rara de ave cuja distribuição na Inglaterra estava restrita ao sul de Devon. A captura de cerca de 80 filhotes livres ocorria anualmente, permitindo um programa de criação em cativeiro para aumentar seu sucesso de sobrevivência. Então, os indivíduos seriam reintroduzidos na natureza em Cornwall, Inglaterra.[56]
- As populações de castores europeus (Castor fiber) diminuíram após intensa caça, deixando cinco pequenas populações remanescentes na Europa. Isso levou à implementação de projetos de translocação pela Europa para restabelecer esses castores em seus alcances nativos. Especificamente nos Países Baixos, onde o último castor nativo morreu em 1826, os castores foram reintroduzidos.[57]
- Os bisões europeus (Bison bonasus) sofreram grandes declínios populacionais após a expansão de atividades humanas, como destruição de habitat e caça não regulamentada. No início do século XX, eles estavam extintos na natureza, com poucos remanescentes em cativeiro. Graças a intensos esforços de conservação, eles estão sendo reintroduzidos em suas áreas nativas na natureza, incluindo países como a República Tcheca.[58]
- O vison europeu (Mustela lutreola) é uma das espécies de mamíferos mais ameaçadas, pois sua população cai drasticamente. Ameaças como perda/fragmentação de habitat, caça excessiva e a propagação do vison americano invasor (Neovison vison) reduziram seus números ao longo dos anos. Apenas cerca de 3% de sua área antiga ainda é ocupada, com cerca de 5.000 indivíduos no total. Graças aos esforços de conservação, populações foram estabelecidas na Estônia e na Alemanha.[59]
- As populações de mangava de pelos curtos (Bombus subterraneus) declinaram após grande perda de habitat e esgotamento de recursos no Reino Unido. Cerca de 100 rainhas foram capturadas anualmente na natureza de 2012 a 2015 para serem translocadas para um local de liberação designado.[56]

### África

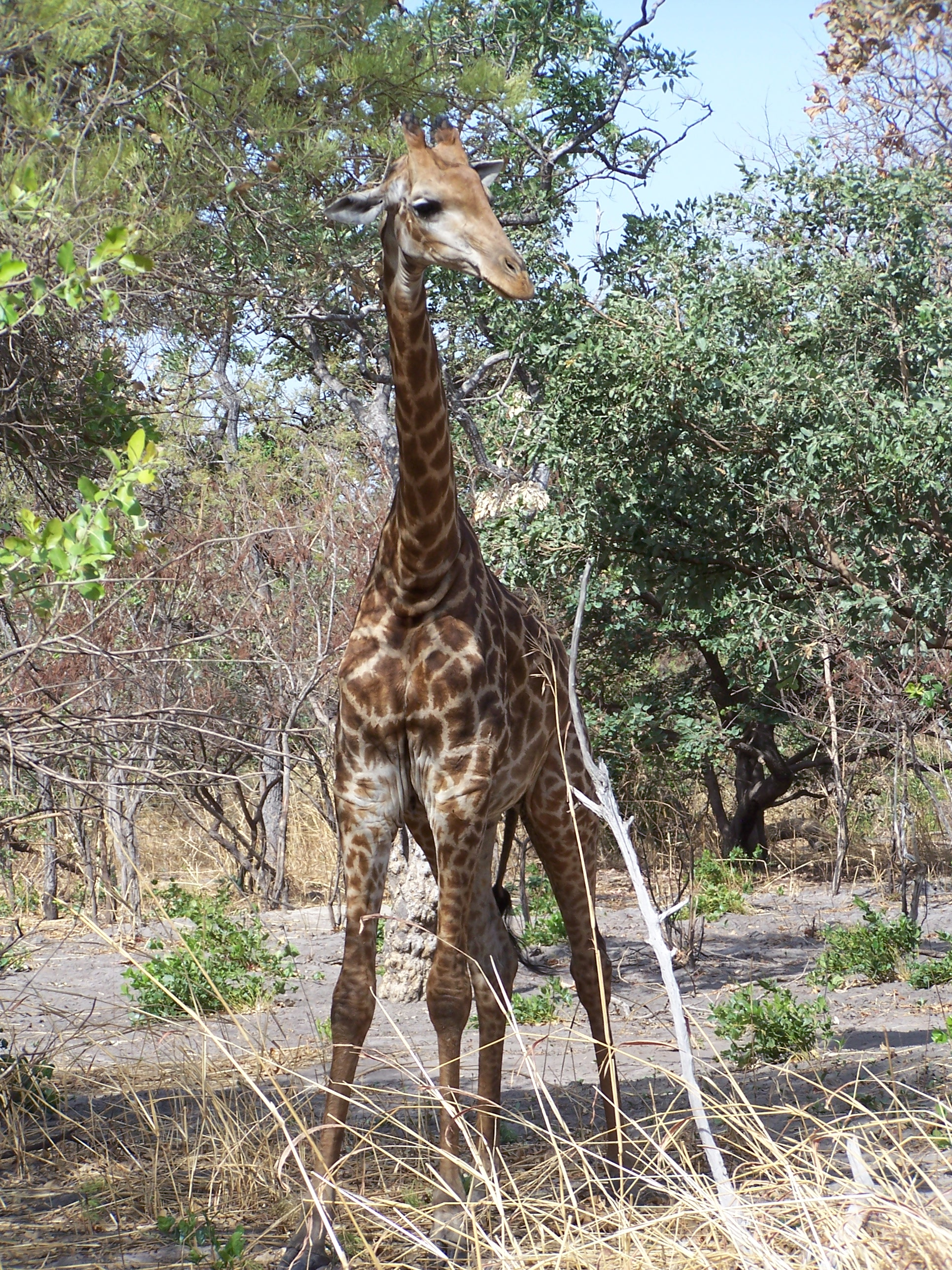
Girafa sul-africana translocada para o Senegal.

- Elefantes africanos (Loxodonta africana) tornaram-se cada vez mais uma ameaça devido ao aumento do conflito entre humanos e elefantes, à medida que os humanos avançam mais em seu habitat. Uma solução para o problema é a translocação de elefantes como uma forma de reduzir o conflito sem diminuir seus números vulneráveis. Em 2005, 150 elefantes foram translocados no Quênia.[60]
- Girafas da África do Sul (Giraffa camelopardalis giraffa) foram translocadas para o Senegal, onde as girafas haviam sido extirpadas por caça e perda de habitat.[61]
- Rinocerontes brancos do sul (Ceratotherium simum simum) e rinocerontes-negros do sul-central (Diceros bicornis minor) vivem em populações em reservas privadas e públicas, que são propensas a extinções locais. Esforços para translocar indivíduos foram realizados para aumentar suas populações selvagens em áreas como o Delta do Okavango, em Botsuana.[62]

### Ásia
- Tigres siberianos (Panthera tigris altaica), como muitos outros grandes carnívoros, entram em conflito com áreas humanas em crescimento. No Extremo Oriente Russo, os tigres de Amur foram tradicionalmente mortos para evitar tais ataques. Uma solução para ajudar a manter os números de tigres e reduzir o conflito foi a translocação de tigres para áreas onde o conflito com humanos não será tão comum.[23]
- O último órix-da-arábia (Oryx leucoryx) selvagem foi morto por volta de 1972, após ser uma criatura emblemática no mundo árabe por centenas de anos. Com poucos remanescentes em cativeiro, um programa intensivo chamado 'Operação Órix' começou com a reprodução em cativeiro e a reintrodução da espécie em Omã em 1982.[63]

### Austrália
- A Notechis scutatus é uma espécie comum de cobra que os australianos removeram de suas terras devido à ameaça de seu veneno, translocando-as para áreas fora de zonas residenciais. Isso ocorre com centenas de cobras todos os anos na área da grande Melbourne, Victoria.[64]
- Os papa-mel-barulhentos (Manorina melanocephala) são uma espécie agressiva de melífagos que comumente não permitem outras espécies em suas áreas. Como resultado, o aumento de suas populações excluiu outras espécies de melífagos e aves insetívoras. Isso causou a morte de eucaliptos por insetos, por não haver aves para comê-los. Em resposta, translocações de papa-mel-barulhentos foram implementadas para dispersar sua população e permitir que outras espécies de aves se incluam, regulando os números de insetos.[65]
- O woylie (Bettongia penicillata) foi translocado mais do que qualquer outro marsupial por esforços de conservação para salvar sua espécie. Isso ocorreu em 61 locais na Austrália, com mais de 3.400 indivíduos. Os woylies tiveram grande sucesso como resultado de suas translocações e foram considerados um modelo para outras translocações de marsupiais.[66]